# Bosques caducifolios secos del valle de Narmada

Mapa

Los bosques caducifolios secos del valle de Narmada son una ecorregión de bosque seco tropical de la India central. La ecorregión se encuentra principalmente en el estado de Madhya Pradesh, pero se extiende por territorios de los estados de Chhattisgarh, Maharashtra y Uttar Pradesh.

## Encuadre
Los bosques caducifolios secos del Valle de Narmada cubren un área de 169.900 km² del valle inferior del río Narmada y las tierras altas circundantes de la cordillera de Vindhya al norte y el extremo occidental de la cordillera Satpura al sur. El valle de Narmada es un valle de fondo plano con dirección este-oeste, o fosa tectónica, que separa las dos mesetas. La cordillera de Vindhya separa el valle de la meseta de Malwa y la altiplanicie de Bundelkhand hacia el norte. La cordillera Satpura alcanza una altura de 1.300 metros y encierra el valle por el sur que la separa de la meseta de Decán. La ecorregión incluye la parte occidental de los Satpuras, y también se extiende al sureste a lo largo del flanco oriental de la cordillera de los Ghats Occidentales. Las tierras altas de esta ecorregión son los límites septentrionales de la península india.
Las precipitaciones en la ecorregión son altamente estacionales; una estación seca de siete a ocho meses es seguida por el monzón del suroeste de junio a septiembre, que trae de 1,200-1,500 mm de precipitación en un año promedio. Muchos árboles pierden sus hojas durante la larga estación seca para conservar la humedad.
La ecorregión se encuentra entre bosques húmedos al noreste, sureste y suroeste, que reciben mayores precipitaciones del monzón suroriental, y los bosques y matorrales más secos del Decán al sur y Malwa y Gujarat al oeste y noroeste. La ecorregión de los bosques caducifolios húmedos de las planicies del Alto Ganges se encuentran al noreste, en la llanura aluvial del río Ganges y sus afluentes por debajo del Vindhyas oriental y la altiplanicie de Bundelkhand. Los bosques caducifolios secos de Chota Nagpur se encuentran en la meseta de Chota Nagpur al este. Los bosques húmedos de hoja caduca de las tierras altas del Este, que reciben más humedad anual de la Bahía de Bengala, se encuentran al sudeste. Al suroeste, a lo largo de la espina dorsal de los Ghats Occidentales, se encuentran los bosques húmedos de hoja caduca de los Ghats occidentales del Norte  que reciben más humedad de los vientos del monzón del sudoeste del mar Arábigo.
Al sur, la meseta del Decán de Maharashtra se encuentra en la sombra orográfica de los Ghats Occidentales, y allí se encuentra la ecorregión de los bosques secos caducifolios de la meseta Central del Decán de Vidarbha y el bosque seco de matorrales espinosos del Decán de Kandesh. Los bosques caducifolios secos de Kathiarbar Gir cubren la mayor parte de Malwa al noroeste y las tierras bajas de Guyarat al oeste.

## Flora
La vegetación natural de la región es un bosque de tres niveles adaptado al clima del monzón y la estación seca. Los bosques suelen tener un dosel superior a 15-25 metros, un sotobosque de 10-15 metros de árboles más pequeños y arbustos grandes, y un matorral de 3-4 metros. La teca (Tectona grandis) es el árbol dominante del dosel, en asociación con el ébano de coromandel (Diospyros melanoxylon), dhaora (Anogeissus latifolia), Lagerstroemia parviflora, Terminalia tomentosa, Lannea coromandelica, Hardwickia binata y Boswellia serrata.
Las  zonas ribereñas a lo largo de los ríos y arroyos de las regiones, que reciben agua durante todo el año, son el hogar de bosques húmedos de hoja perenne, cuyas especies dominantes de árboles son Terminalia arjuna, Syzygium cumini, Syzygium heyneanum, Salix tetrasperma, Homonoia riparia y Vitex negundo.

## Fauna
La ecorregión es el hogar de 76 especies de mamíferos, ninguno de los cuales es endémico, aunque varios de ellos, incluyendo el tigre de Bengala (Panthera tigris tigris), junto con el gaur (Bos gaurus), el dhole o perro salvaje asiático (Cuon alpinus) , el oso perezoso (Melursus ursinus), el chusingha (Tetracerus quadricornis) y el antílope cervicapra, están amenazados.
La ecorregión alberga 276 especies de aves, ninguna de las cuales es endémica. Las grandes aves amenazadas incluyen el floricano menor (Eupodotis indica) y la avutarda india (Ardeotis nigriceps).

## Conservación
Esta área está densamente poblada y solo alrededor del 30% de la ecorregión está cubierta por vegetación relativamente intacta, pero esto incluye algunos grandes bloques de hábitat en las montañas Vindhya y Satpura que son importantes para la preservación del tigre.

### Áreas protegidas
A partir de 1997, alrededor del 5% de la ecorregión (7.500 km²) se encuentra dentro de áreas protegidas, la mayor de las cuales es la reserva de tigres Melghat  el y santuario de Noradehi, mientras que otras incluyen los parques nacionales de Bandhavgarh, Panna y Sanjay. Los planes para represar el río Narmada tendrán un impacto en la vida silvestre de la ecorregión.
- Santuario de la fauna de la presa de Aner, distrito de Dhule, Maharashtra (70 kim²)
- Santuario de Vida Silvestre de Bagdara, Madhya Pradesh (540 km²)
- Parque Nacional de Bandhavgarh, distrito de Umaria, Madhya Pradesh (360 km²)
- Santuario de Vida Silvestre de Bhimashankar, Distrito de Pune, Maharashtra (30 km²)
- Santuario de Vida Silvestre de Kheoni, Madhya Pradesh (80 km²)
- Santuario de Vida Silvestre de Naurahedi, Madhya Pradesh (1.380 km²)
- Reserva de tigres de Melghat, distrito de Amravati, Maharashtra. Incluye el santuario de la fauna de Melghat (1.490 km²) y el parque nacional de Gugamal (1974 km²)
- Parque Nacional de Panna, distritos de Panna y Chhatarpur, Madhya Pradesh (820 km²)
- Santuario de Vida Silvestre de Panpatha, Madhya Pradesh (300 km²)
- Reserva de tigre de Ratapani, Madhya Pradesh (490 km²)
- Parque Nacional de Sanjay, Madhya Pradesh (690 km²)
- Sanjay (Dubri) (350 km²)
- Santuario de Vida Silvestre de Sardarpur, Madhya Pradesh (120 km²)
- Santuario de Vida Silvestre de Singhori, Madhya Pradesh (220 km²)
- Santuario de Vida Silvestre Son Gharial, Madhya Pradesh (210 km²)
- Santuario de Vida Silvestre de Yawal, distrito de Jalgaon, Maharashtra (100 km²)